# Margherita De Cal
Margherita De Cal (Venezia, 10 agosto 1950) è un'ex judoka italiana.

## Biografia
Vincitrice alla prima edizione dei mondiali femminili di judo, nella categoria +72 kg, disputata al Madison Square Garden di New York nel 1980.